# Ignacio Cacheiro
Ignacio Andrés Cacheiro (Junín, Buenos Aires; Argentina, 12 de marzo de 1993) es un futbolista argentino, juega como delantero en Chacarita Juniors de la Primera Nacional.

### River Plate (Inferiores)
Comenzó su trayectoria en las inferiores del Club Atlético River Plate de Junín.

### Sarmiento de Junin
Luego, al destacarse se transformó en jugador del Club Atlético Sarmiento de Junín en el cual ganaría dos títulos en las categorías inferiores : los torneos de tanto en 6.ª y 5.ª división del Torneo Argentino de AFA "B", dirigidos por Gustavo Merlo exjugador del club.
En aquel equipo también se destacaba la participación de Jose Tamburelli, Renzo Spinacci, Juan Ignacio Lopez, todos estos actuales integrantes junto a él del primer equipo de Sarmiento de Junín.
Pese a su altura, además de poseer una gran capacidad goleadora, posee gambeta y velocidad.
Puede desempeñarse igual de bien como un falso 9 o segunda punta, como también en un extremo por ambas bandas o además enganche.
Junto a Renzo Spinacci, al ver que no eran considerados por el director técnico de la primera de Sarmiento de aquel entonces probaron suerte en España en el Club Rayo Vallecano y en el Atlético de Madrid.
Finalmente su debut se produjo en Sarmiento bajo el mandato de Marcelo Fuentes, de visitante contra Unión (Santa Fe) ingresando en el complemento con el número 17, gran mérito después de atravesar duros problemas familiares como la muerte su padre.
Su primer gol en Primera fue justo frente a Independiente. Ingresado a falta de 20' por Ramiro López.
Este contó un curioso dato de su vida privada: "Atiendo un kiosco para ayudar a mí mamá. Mañana voy a estar libre y seguro que voy a estar allí", comentó el delantero a la salida del vestuario, esto iba a generar que todo el mundo del fútbol hable de él y se remarque su humildad.Señor quiosquero... título del diario Olé.
"Hacerle un gol a Independiente es algo soñado. Más todavía porqué es el primero" soltó el juvenil que se integró hace poquito al plantel superior. Además, su grito, el del 2-0, tuvo una dedicatoria especial. Por eso, la mirada hacia arriba y los dedos apuntando hacia el más allá. "Es una alegría enorme por el sacrificio que estamos haciendo todos. Se lo dedico a toda mi familia que siempre me apoya y el gol se lo dediqué a mi viejo que está en el cielo” citas textuales que este brindo al famoso diario argentino Olé.
Consiguió ganarse la titularidad en los últimos partidos generando grande actuaciones que permitieron el ascenso de Sarmiento de Junín a la primera categoría del fútbol Argentino.
El dorsal elegido fue el número 7 y su debut en la máxima categoría se produjo en el empate de Sarmiento en Avellaneda, justamente contra Independiente, ingresando por Luna a falta de 15 minutos.

### Guillermo Brown
En 2016 pasa a préstamo a Guillermo Brown de Puerto Madryn.

### Sarmiento de Junin
A mediados del 2017 vuelve al equipo de Junín.

### Sociedad Deportiva Aucas
En junio de 2018 se convierte en nuevo jugador del equipo ecuatoriano.

## Clubes
| Club               | País      | Período           | Partidos | Goles |
| ------------------ | --------- | ----------------- | -------- | ----- |
| Sarmiento (Junín)  | Argentina | 2013 - 2016       | 59       | 2     |
| Guillermo Brown    | Argentina | 2016 - 2017       | 23       | 1     |
| Sarmiento (Junín)  | Argentina | 2017 - 2018       | 30       | 9     |
| Aucas              | Ecuador   | 2018              | 22       | 1     |
| Patronato          | Argentina | 2019              | 4        | 0     |
| Chacarita Juniors  | Argentina | 2019 - 2020       | 15       | 0     |
| FCU Craiova 1948   | Rumania   | 2020 - 2021       | 4        | 0     |
| Ilvamaddalena 1903 | Italia    | 2021 - Actualidad |          |       |